# Suchowola
Suchowola este un oraș în Polonia.